# Toqsu
Toqsu, även känt som Xīnhé, är ett härad som lyder under prefekturen Aksu i Xinjiang-regionen i nordvästra Kina. Det ligger omkring 520 kilometer sydväst om regionhuvudstaden Ürümqi.